# Test de collision
Pour les articles homonymes, voir Crash.
« crash test » redirige ici. Pour les autres significations, voir crash test (homonymie).
Pour les articles homonymes, voir essai (homonymie).
 (novembre 2023).

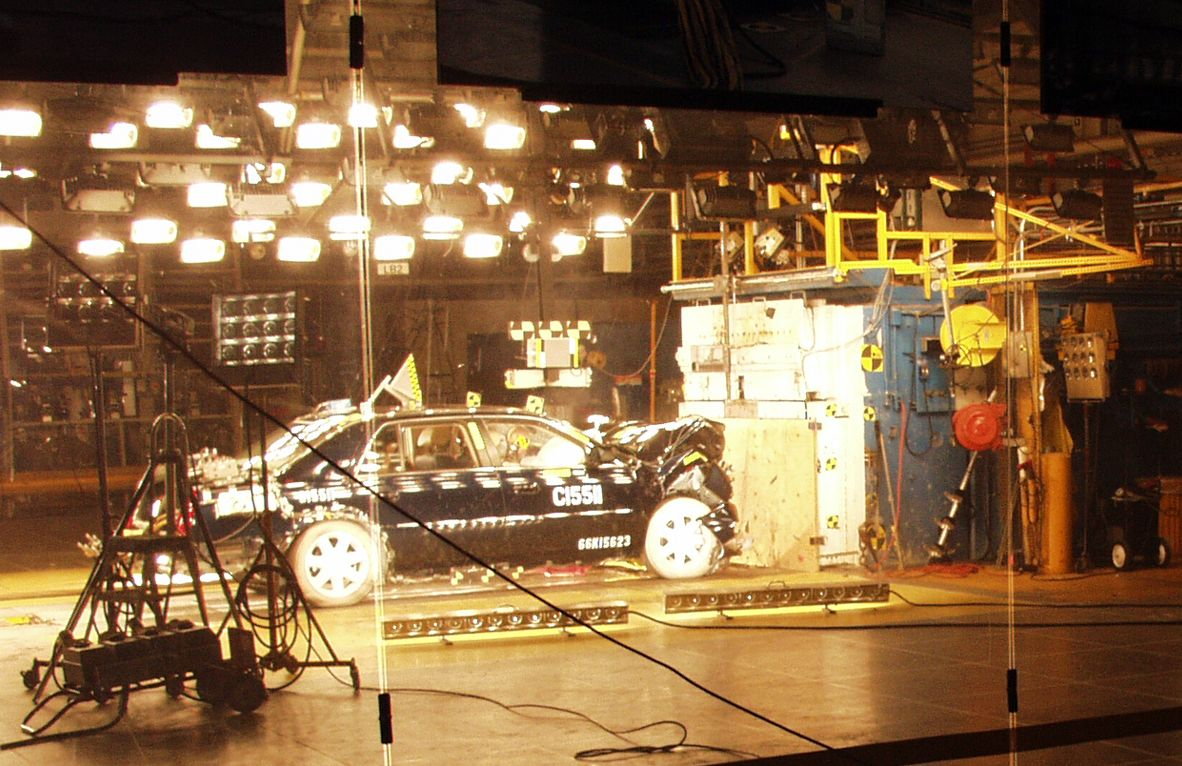
Un test de collision.

Un test de collision ou crash test (terme anglais) est un contrôle destructif réalisé afin de tester le comportement des véhicules en cas de collision. Le véhicule testé (automobile, voiture de chemin de fer…) est soit projeté à une vitesse donnée sur un obstacle massif, soit immobilisé et soumis à un choc d'un mobile de masse déterminée de façon à reconstituer les conditions d'un choc et de mesurer les déformations de sa structure et les dommages résultants pour les passagers. Ceux-ci sont souvent représentés par des mannequins spécialement étudiés : les dispositifs anthropomorphes d'essai (et parfois des cadavres). Ces tests, destructeurs par définition, sont relativement coûteux et doivent être soumis à un protocole rigoureux pour en tirer le maximum d'enseignements.

## Histoire

### Débuts

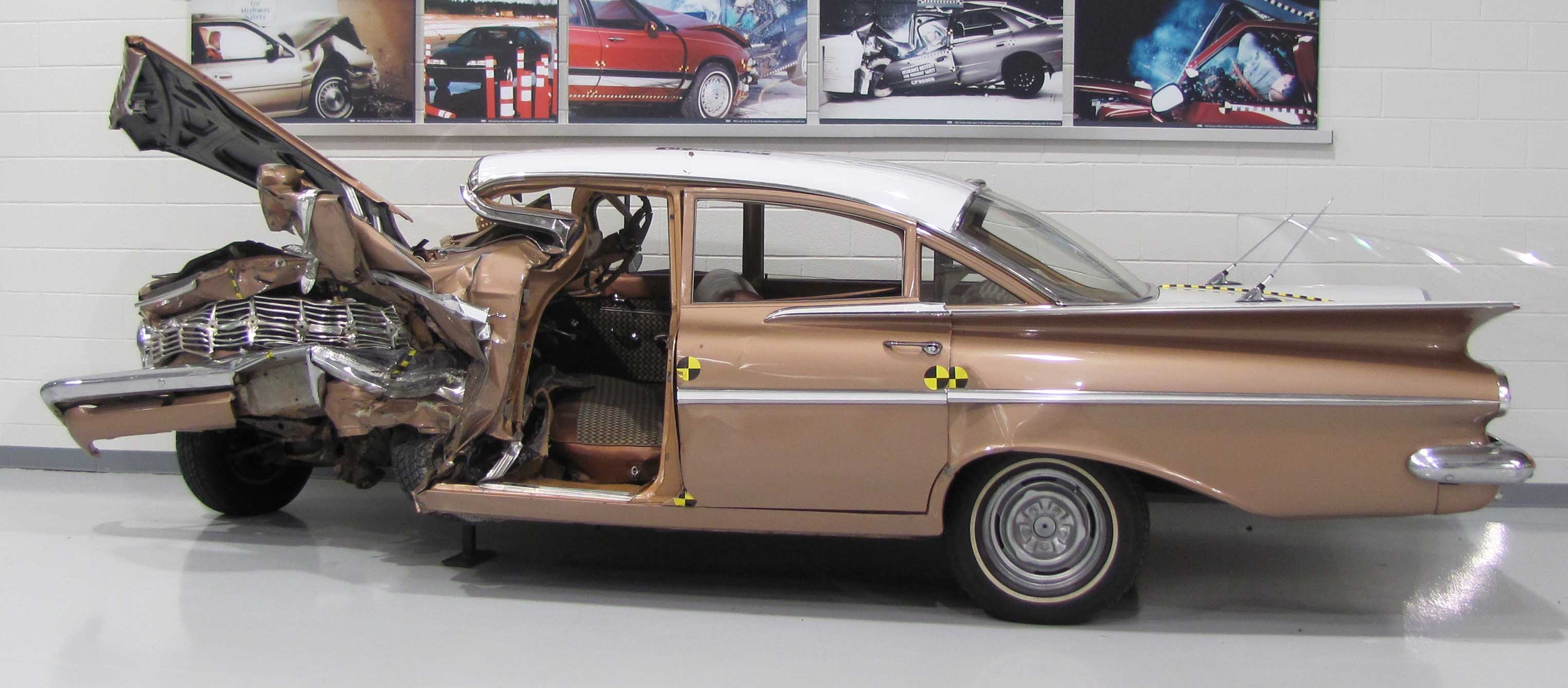
Une Chevrolet Bel Air de 1959 après un test de collision frontal.

À la fin des années trente, le nombre de morts par accidents de la route était considérable. Les autorités prennent conscience que l'augmentation du nombre de véhicules en circulation engendre une augmentation importante des morts.
Après la création d'études d'accidentologie sur l'automobile, le constat est qu'aucune voiture n'est alors conçue pour encaisser un accident et que le sort de l'occupant n'est pas pris en considération.
Depuis, l'amélioration de la sécurité d’une automobile est l'un des critères de conception de ce moyen de transport. Elle est dictée par des normes et aussi (depuis peu) par des aspects médiatiques et commerciaux.

## Problématique

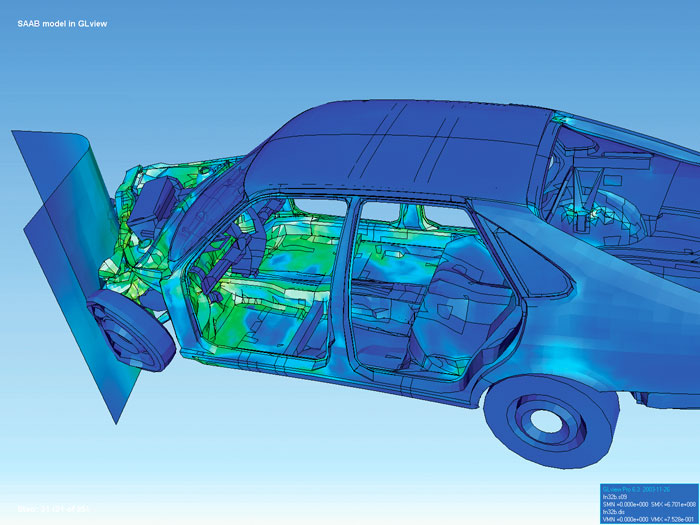
Visualisation des déformations plastiques lors d'un choc frontal

Le choc est un phénomène extrêmement bref, de l'ordre de 120 ms pour le rebond d'une automobile. À cette vitesse, les connaissances physiques sont très difficiles à obtenir et à maîtriser. Il faut notamment prendre en compte la viscosité de la matière ou l'instabilité des déformations des tôles.
Deux méthodes sont utilisées :
- méthode expérimentale (empirique) : si le résultat est vrai, l'investissement est important et les mesures sont très limitées ;
- méthode numérique (simulation) : la corrélation avec les essais n'est pas très fiable (les simplifications sont importantes), le développement de la méthode est toujours en cours (évolution des outils de calculs).

La simulation est utilisée par le bureau d'études pour itérer pendant toute la phase de conception (à l'amont de la fabrication). Les essais sont utilisés pour constater lors des certifications (normes ou tests médiatiques) et aussi pour l'amélioration de la simulation. 
Actuellement, la complexité du phénomène ne permet pas encore de prédire précisément le comportement du véhicule lors du choc. Et même les essais possèdent des incertitudes importantes (notamment à cause les variations de fabrication des barrières et des véhicules).

## Tests européens
La loi oblige chaque constructeur à respecter certaines contraintes au niveau de la sécurité et à faire réaliser des tests afin d'obtenir l'homologation du véhicule nécessaire à toute commercialisation. En France, cette homologation est réalisée par l'UTAC.
Au-delà des contraintes règlementaires européennes, l'organisme indépendant Euro NCAP réalise des essais de chocs sur des modèles de voitures vendus en Europe, et désignés par les membres de l'association. Les constructeurs automobiles peuvent également sponsoriser des tests sur de nouveaux modèles mis en vente sur le marché européen. Ces essais qualifiés de consuméristes ont pour but d’inciter les constructeurs à surpasser les contraintes réglementaires, et ainsi à rendre les automobiles encore plus sûres. Ces tests n'ont aucun caractère obligatoire pour les constructeurs mais apportent un argument marketing pour les véhicules obtenant la note maximale de cinq étoiles.
Il y a plusieurs types d’essais, réalisés par Euro NCAP dont trois essais principaux dit de synthèse impliquant des véhicules complet en condition simulée de circulation et les essais piétons effectués sur véhicule statique.

### Test frontal décalé
Ce test a été défini par le Comité européen de sécurité automobile avancée comme une base pour la législation imposée à tous les véhicules.
Les voitures sont projetées à la vitesse de 64 km/h sur une barrière immobile de béton soutenant une barrière d’aluminium de type nid d’abeille. La rigidité calculée de la barrière est représentative de la face avant d'un véhicule du point de vue capacité d'absorption d'énergie. Uniquement 40 % de la largeur totale de la voiture (côté conducteur) heurte la barrière. Ceci explique le mouvement qui déporte la voiture vers la droite (pour une conduite à gauche), après le choc.
Deux mannequins de type Hybrid III 50e centile sont installés à l’avant du véhicule, permettant de mesurer les contraintes biomécaniques subies par l'occupant. Le relevé de l’instrumentation des deux mannequins à l’avant du véhicule permettent d’obtenir une « carte » des dommages subis par les mannequins représentés ci-contre.
Par la suite, les ingénieurs de l'organisme Euro NCAP mesurent et évaluent l’efficacité des airbags, du déplacement du volant et la tenue de la structure du véhicule. L'ensemble des résultats permet l'application d'un nombre d'étoiles pour la catégorie protection des occupants avant avec un maximum de 5 étoiles.
De plus, lors des essais de chocs frontaux, deux mannequins représentant des enfants âgés de 18 mois et 3 ans sont installés dans des sièges autos préconisés par le constructeur. Ils permettent de mesurer aussi les contraintes exercées sur les enfants. 
L'ensemble des résultats combinés aux résultats obtenus lors du choc latéral permet l'application d'un nombre d'étoiles pour la catégorie protection des enfants avec un maximum de 4 étoiles.

### Impact latéral
La troisième forme d’accident engendrant le plus de dommages aux passagers (conducteur inclus) d’un véhicule est une collision latérale. Cet essai permet de simuler les contraintes exercées sur la voiture, par exemple, lorsque le conducteur ne s’arrête pas à un Stop et une voiture roulant à 50 km/h heurte de plein fouet le véhicule testé.
L'organisme Euro NCAP simule cet accident en utilisant une voiture immobile percutée au niveau de la portière avant par un bélier déformable qui se déplace à 50 km/h.
Le centre de la face avant du bélier est mis en face du « Point-R » qui fait face à la hanche du conducteur. Le bélier est recouvert, comme dans le test de collision précédent, d’aluminium déformable.
Un ou deux mannequins sont utilisés pour cet essai. Un mannequin de type SID est utilisé à l’avant côté conducteur et aléatoirement, un mannequin de la taille d’un enfant est positionné dans le siège arrière, derrière le conducteur. Les premiers essais de ce type étaient désastreux car aucun véhicule n’était équipé d’airbags latéraux. L'organisme Euro NCAP a réussi à motiver les constructeurs pour améliorer la sécurité des automobiles lors de chocs latéraux en augmentant le nombre des airbags à l’intérieur de l’habitacle.

### Test du poteau
Cet essai réalisé par Euro NCAP est optionnel, et n’est pas appliqué à toutes les voitures testées. Il fut introduit en 2000, lorsque les constructeurs ont commencé à équiper leurs modèles d’airbags rideaux de série. Cet essai n’est donc pas pratiqué sur les modèles qui ne sont pas pourvus de tels équipements de sécurité en série.
Si la voiture réussit le test, elle obtient 2 points supplémentaires, lui permettant, si les autres tests sont satisfaisant, d’obtenir la note maximale : 5 étoiles.
La voiture est posée sur une plateforme mobile qui se déplace transversalement. La plateforme est lancée à 29 km/h pour que la voiture percute transversalement un poteau, au niveau de la tête du conducteur.
Les airbags rideaux permettent d’éviter que la tête ne passe à travers la vitre, et empêchent aussi, un déplacement des cervicales, lorsque la tête fléchit avec la force de l’impact. Le poteau étant relativement fin, un diamètre de 254 mm seulement, il s’encastre pleinement dans le véhicule. L’absence d’airbags rideaux entraînerait à coup sûr le décès du conducteur.
En considérant qu’une tête humaine peut supporter un critère d’impact de 5000, ceci étant cinq fois supérieur aux premiers signes de dommages cérébraux. À l’écart de ces fatalités, la présence de ces airbags, permet de ramener l’impact à un critère de 100 à 300, bien en dessous du seuil supportable sans complications cérébrales.

### Essais avec piétons
Une série de tests sont effectués avec des mannequins simulant des piétons. On utilise deux types de mannequins, un mannequin de taille adulte et un autre de la taille d’un enfant. Ces mannequins sont heurtés à une vitesse de 40 km/h. Ensuite, les points d’impacts et la force des impacts sont étudiés minutieusement pour cartographier le capot et le pare-chocs du véhicule, afin de déterminer quels sont les endroits les plus dangereux pour un piéton.
Un pare-chocs étudié pour la protection piétonne, se déformera pour absorber le choc et éviter de causer trop de dommages aux piétons. De plus, la protection est améliorée si le pare-chocs heurte la jambe bien en dessous du genou car les opérations chirurgicales du genou sont plus complexes qu’une opération visant à réparer le tibia et le péroné.
Les essais avec piétons n’entrent pas dans la note propre sur cinq étoiles jaunes que l’on connaît grâce aux publicités télévisées des constructeurs : ils sont notés sur quatre étoiles vertes. En 2008, une seule voiture a obtenu neuf étoiles (jaune + bleu), la Citroën C6.

## Tests chinois
À la suite des difficultés rencontrées par les automobiles chinoises lors de tests menés en 2007, le gouvernement chinois a instauré une procédure d'homologation C-NCAP, s'inspirant largement de l'Euro NCAP. Cette procédure a permis des progrès importants dans la conception des véhicules chinois puisque certains d'entre eux ont obtenu de l'Euro NCAP des résultats aux crash-tests comparables à ceux de véhicules européens en 2011.